# Витрам, Фёдор Фёдорович
Витрам Фёдор Фёдорович (Готлиб Фридрих Теодор) (1854—1914) — российский астроном и геодезист, соучредитель и председатель Русского астрономического общества, заслуженный профессор, действительный статский советник.

## Биография
Родился 1854 году в Риге, где его отец был учителем гимназии. Первоначальное образование получил в рижской классической гимназии, а затем поступил на математический факультет Дерптского университета, где окончил курс со степенью кандидата в 1877 году. В 1883 году защитил в том же университете магистерскую диссертацию «Allgemeine Jupiter-Störungen des Encke’schen Cometen» («Общие возмущения кометы Энке Юпитером»). В 1885 году, за работу «Zur Theorie der speciellen Störungen» («К теории специальных возмущений») получил степень доктора астрономии.
С 1878 года — астроном Пулковской обсерватории (при поступлении — сверхштатный астроном, затем вычислитель, адъюнкт-астроном, старший астроном). С 1887 года — профессор практической астрономии геодезического отделения Академии Генерального штаба, c 13 мая 1912 года — заслуженный профессор этой академии. Также был совещательным астрономом Военно-топографического отдела и Морского министерства.
Заслуги Витрама отмечены наградами Русского географического общества: серебряная медаль в 1888 году, малая золотая медаль в 1898 году, высшая награда общества — Константиновская медаль — в 1906 году. За свою выдающуюся деятельность на благо России в разные годы награждён орденами Святого Станислава 1 и 3 степеней, Святой Анны 2 и 3 степеней, Святого Владимира 3 и 4 степеней.
Умер в Санкт-Петербурге в 1914 году, похоронен на кладбище Пулковской обсерватории.

## Память
В честь Витрама в 1900 году назван мыс в заливе Волчий на полуострове Зари (Карское море, Берег Харитона Лаптева, мыс был нанесён на карту участниками Русской полярной экспедиции, ими же было присвоено название мысу).

## Научная и педагогическая деятельность
Определил разности долгот Архангельска и Пулкова, Пулкова и Потсдама. Построил нивелирную сеть между Кронштадтом и Санкт-Петербургом (см. Кронштадтский футшток). Принимал участие в обработке градусных измерений на Шпицбергене при плавании ледокола «Ермак» к Шпицбергену в 1899 году, а также в экспедициях для наблюдения полных солнечных затмений в 1896, 1907, 1912 и 1914 годах. В 1901 году обработал результаты русских экспедиций для наблюдения прохождения Венеры 1874 года.
Вёл обширную педагогическую деятельность. Руководил занятиями морских офицеров, присылавшихся в Пулковскую обсерваторию на стажировку. Среди его учеников были А. М. Бухтеев, Е. Л. Бялокоз, Б. В. Давыдов, Н. Н. Матусевич, П. А. Новопашенный и другие. Со своими слушателями выезжал на Ладожское озеро, Балтийское море, в научных поездках посетил Среднюю Азию и Кавказ, Владивосток и Хабаровск, Францию и Германию.
Соучредитель Русского астрономического общества, долгие годы был членом учёного совета этого общества, а в 1910—1913 годах — его председателем.